# Pygoscelis poncetii
Pygoscelis poncetii (лат.) — вид птиц, выделенный из вида субантарктический пингвин (P. papua) в 2020 году, когда в результате генетических исследований последний был разделён на четыре таксона. Видовое название дано в честь австралийской учёной Салли Понцет (Sally Poncet).

## Распространение
Обитает на острове Южная Георгия, где, по некоторым данным, популяция сокращается.

## Описание
Имеются генетические отличия от других видов, выделенных из субантарктического пингвина. Также существует морфологическое отличие — длина ласт (manus), которая у представителей данного таксона значительно меньше, чем у P. papua, но при этом значительно больше, чем у P. ellsworthi и P. taeniata.